# Clifford Chance
Clifford Chance is een internationaal advocatenkantoor met hoofdkantoor in Londen. Het werd opgericht in 1802 en behoort tot de "Magic Circle" van topadvocatenkantoren in het Verenigd Koninkrijk.

## Geschiedenis
Clifford Chance ontstond in 1987 door de fusie van Coward Chance en Clifford-Turner. Coward Chance werd opgericht in 1802 door Anthony Brown. Bekende klanten waren Cecil Rhodes en Guglielmo Marconi. Clifford-Turner werd in 1900 opgericht door Harry Clifford Turner. Na de fusie van 1987 groeide Clifford Chance uit tot een van de topadvocatenkantoren met vestigingen wereldwijd. In 1992 werd het bedrijf het eerste grote niet-Amerikaanse advocatenkantoor in de Verenigde Staten. In 1999 nam Clifford Chance Pünder, Volhard, Weber & Axster uit Frankfurt en Roger & Wells uit de Verenigde Staten over. Sindsdien opende Clifford Chance wereldwijd nieuwe kantoren.